# Bachelor of Fine Arts
Bachelor of Fine Arts er en akademisk grad for studerende i USA og Canada, der specialiserer sig i billedkunst eller scenekunst.